# 阿蘭·科納
阿兰·科纳（法語：Alain Connes，法語發音：[alɛ̃ kɔn]，1947年4月1日—），又譯阿蘭·孔涅，法国数学家，生於法國瓦爾省德拉吉尼昂，专长冯·诺伊曼代数。他在非交换几何学上的工作对理论和数学物理有重要影响。他是1982年的菲尔兹奖获得者。

## 生平
阿蘭·科納曾就讀於梯也爾中學，自1966年至1970年入讀法國巴黎高等師範學院，之后接受雅克·迪克斯米耶指導，在1973年从巴黎第六大学（今 索邦大学理学院）獲得博士學位 （页面存档备份，存于）。
他曾歷任：
- 法國國家科學研究中心的見習生、實習研究員、初級研究員（1970年至1974年），
- 加拿大金斯頓大學副研究員（1975年），
- 巴黎第六大學高級講師、教授，
- 法國國家科學研究中心的高級研究員（1981年至1984年）。

他現任法蘭西學士院教授（1984年起為分析及幾何講座教授），又在法國高等科學研究所任教授（1979年起為萊昂·莫查納榮譽講座教授），及美國范德堡大學教授。

## 關注教育前途
阿蘭·科納與羅歇·巴利安、讓-米歇爾·比斯米、讓-皮埃爾·德馬伊、洛朗·拉福格、皮埃爾·勒隆、讓-皮埃爾·塞爾共同編輯及署名發表文章《為科學和技術的未來所需的基礎知識：如何重新教育》(Les savoirs fondamentaux, au service de l'avenir scientifique et technique)。

## 獎項及榮譽
阿蘭·科纳1982年獲得菲爾茲獎，2001年獲得克拉福德獎，2004年獲得法國國家科學研究中心金獎。他是法蘭西科學院院士，又是多間外國學院和學會成員，包括丹麥皇家科學院、挪威科學院、俄羅斯科學院、美國國家科學院。

## 外部連結
- （法文） 阿蘭·科納官方網站 （页面存档备份，存于），可以下載他的論文 （页面存档备份，存于）和著作Non-commutative geometry （页面存档备份，存于）(ISBN 0-12-185860-X)。
- （法文） 阿蘭·科納接受Arte訪問
- （法文） 法蘭西科學院上的簡要生平
- （英文）約翰·J·奧康納; 埃德蒙·F·羅伯遜, ,  （英语）
- （法文） Les savoirs fondamentaux, au service de l'avenir scientifique et technique （页面存档备份，存于）
- （法文） 阿蘭·科納在法國梅斯的公開演講影片：Un espace non commutatif engendre son propre temps.
- 阿蘭·科納在數學譜系計畫的資料。